# علیرضا یلدا
علیرضا یلدا (۱۳ آذر ۱۳۰۹ – ۳۰ آذر ۱۳۹۶ شمسی) پزشک و عضو فرهنگستان علوم پزشکی، استاد بیماری‌های عفونی در دانشگاه علوم پزشکی تهران، پدر دانش بیماریهای عفونی ایران بود. او یکی از برگزیدگان چهارمین دوره جایزه علمی علامه طباطبایی بنیاد ملی نخبگان در سال ۱۳۹۳ می‌باشد. علیرضا یلدا در شب یلدای ۱۳۹۶ درگذشت.

## زندگی‌نامه
علیرضا یلدا در سال ۱۳۰۹ ه‍.ش، در تهران زاده شد. وی پس از گذراندن تحصیلات مقدماتی در زادگاه خود تهران، وارد دانشگاه تهران شد و پس از گرفتن مدرک پزشکی عمومی در سال ۱۳۳۶، دوره تحصیلی بیماری‌های عفونی را طی نمود. او مدتی در بیمارستان امام خمینی، به کار طبابت اشتغال داشته و ضمن آن عضو هیئت علمی دانشگاه تهران شد و پس از مدتی به مرتبه استادی رسید.

## چهره ماندگار
وی در نخستین همایش چهره‌های ماندگار  در سال ۱۳۸۰ به عنوان چهره ماندگار در رشته پزشکی (بیماری‌های عفونی) معرفی شد.

## مشاغل و سمتهای مورد تصدی
علیرضا یلدا عضو هیئت علمی دانشگاه علوم پزشکی تهران از سال ۱۳۳۶ تا اواخر عمر، عضو هیئت تحریریه نشریه‌های علمی و عضو پیوسته فرهنگستان علوم پزشکی جمهوری اسلامی ایران بود. وی در اواخر عمر، به عنوان مشاور سلامت وزیر بهداشت انتخاب شده بود.

## درگذشت
وی در اواخر آذر ماه ۱۳۹۶ به دلیل مشکلات قلبی در بیمارستان دی تهران بستری بود که در ۳۰ آذر ۱۳۹۶ در سن ۸۷ سالگی درگذشت. سید حسن هاشمی وزیر وقت بهداشت، درمان و آموزش پزشکی و عباسعلی کریمی رییس دانشگاه علوم پزشکی تهران با صدور پیام‌هایی، درگذشت او را تسلیت گفتند.

## افتخارات
از سال ۸۸ هر ساله به افتخار علیرضا یلدا و همچنین کوشش‌های وی در زمینه‌های بیماری‌های عفونی جایزه‌ای به بهترین پزشکان این زمینه با نام «جایزه پروفسور یلدا» داده می‌شود. به گزارش خبرگزاری ایسنا، این چهره ماندگار پزشکی، از طرف دانشگاه علوم پزشکی تهران به عنوان استاد نمونه دانشگاه معرفی شده و «پدر بیماری‌های عفونی ایران» لقب گرفته‌است. علیرضا یلدا در طول سال‌های فعالیتش، موفق به دریافت بیش از ۲۰ جایزه به خاطر خدمات و همکاری‌هایش شده‌است. همچنین به جهت قدردانی از خدمات برجسته وی در زمینه آموزش و پژوهش، مجله «دانشکده پزشکی دانشگاه زنجان» به نام او نامگذاری و «بنیاد آکادمیک جهانی پروفسور یلدا» تأسیس گردیده‌است.

## تالیفات
به گزارش ایسنا، از جمله تألیفات علیرضا یلدا کتاب‌هایی همچون «درمان بیماری‌های عفونی» در شش جلد، همکاری در تدوین چندین مقاله بین‌المللی و اثر «نکته‌ها در زمینه اخلاق پزشکی» می‌باشد. به گزارش این خبرگزاری، یلدا ۱۷ کتاب در زمینه‌های دانش و اخلاق پزشکی و درمان تألیف کرده‌است که برخی از آنها عبارتند از:
1. نکته‌ها
2. کتاب بیماری‌های عفونی ویروسی و باکتریال (دوجلد)
3. کتاب بیماری‌های قارچی داخلی (سیستمیک)
4. کتاب چکیده و نوشتجات پزشکی (دوجلد)
5. نظارت بر تعدادی از کتاب‌های ترجمه شده نظیر هاریسون، سیسیل
6. پایان نامه‌ها و مقالات بالغ بر ۱۰۰ مورد[۳]
7. همکاری در تدوین ۵ مقاله بین‌المللی[۱۰]